# Zdenek Kiklhorn
Zdenek Kiklhorn (* 4. März 1956 in der Tschechoslowakei) ist ein ehemaliger tschechischer Eishockeyspieler und derzeitiger -trainer, der während seiner Karriere unter anderem für den EHC Essen-West in der 1. Bundesliga aktiv war.

## Karriere

### Als Spieler
Kiklhorn stand ab der Saison 1981/82 im Kader des EHC Essen-West, mit dem er damals in der zweithöchsten deutschen Liga, der 2. Bundesliga, spielte und die Deutsche Meisterschaft gewonnen hat. Dort konnte der Stürmer in 22 absolvierten Partien 43 Scorerpunkte erzielen. Nach dem Saisonende wurde er von dem damaligen Ligakonkurrenten SC Duisburg abgeworben. Nachdem er seine Punktausbeute in Duisburg erneut steigern konnte, wurden die Verantwortlichen des Herner EV auf den gebürtigen Tschechoslowaken aufmerksam und transferierten ihn zur Spielzeit 1983/84 ins Ruhrgebiet. Dort gehörte Kiklhorn zu den Leistungsträgern und teamintern besten Scorern. So konnte er in seiner ersten Saison für Herne in 33 Ligaspielen 71 Mal punkten und hatte einen beträchtlichen Teil dazu beigetragen, dass die Mannschaft, als Aufsteiger in die 2. Bundesliga, sogar die Qualifikation für 1. Bundesliga erreicht hat.
Während der folgenden Saison zog es ihn zurück nach Essen (1. Bundesliga). Mit dem EHC Essen-West stieg er in derselben Spielzeit in die 2. Bundesliga ab. In der kommenden Saison erlitt er eine schwere Verletzung (Trümmerbruch des Handgelenks) und seine Eishockeykarriere schien dadurch beendet. Der EHC Essen-West stieg in die Oberliga ab. Nachdem seine Verletzung ausgeheilt war, stand er am Anfang der neuen Saison dem EHC Essen-West wieder zur Verfügung und schaffte in dieser Saison mit dem EHC den Wiederaufstieg in die 2. Bundesliga. Im Jahr 1988 beendete er seine Eishockeykarriere als Spieler.

### Als Trainer
Zdenek Kiklhorn trainierte zwischen 2001 und 2002 den Regionalligisten EHC Dortmund, mit dem er den sechsten Platz nach der Vorrunde und den achten Platz in den Play-offs erreichte. Weitere Trainerstationen waren unter anderem der EHC Wesel. Seit 2017 trainiert er den Nachwuchs des ESC Moskitos Essen.